# 金国檳
金 国檳（朝鮮語: 김국빈/금국빈）は、朝鮮氏族の珍島金氏の始祖とされる1人である。
中国・後漢の人で三国時代の官渡の戦いを避けるため、船に乗って珍島に亡命し、新羅の味鄒王の下で慶州で軍国政事を務めた人物もしくは高麗の時に三政の一つである軍政に働いていた人物とされる。